# 짠지
짠지는 무를 통째로 소금에 짜게 절여서 묵혀 두고 먹는 김치이다. 무짠지, 청함지(靑鹹漬)로도 부른다. 김장 때 담가서 이듬해 봄부터 여름까지 먹는다. 

## 역사
고려 문인 이규보가 《동국이상국집》에 적은 시 〈가포육영〉에 무를 소금에 절이면 긴 겨울을 넘긴다는 기록이 있다.
 得醬尤宜三夏食。
漬塩堪備九冬支。
根蟠地底差肥大。
最好霜刀截似梨。
右菁
 — 〈家圃六詠〉
장을 곁들이면 한여름에 먹기 좋고,
소금에 절이면 긴 겨울을 넘긴다.
땅속에 도사린 뿌리 비대해지면,
좋기는 날 선 칼로 배 베듯 자르는 것
위는 무
 — 〈가포육영〉

## 사진

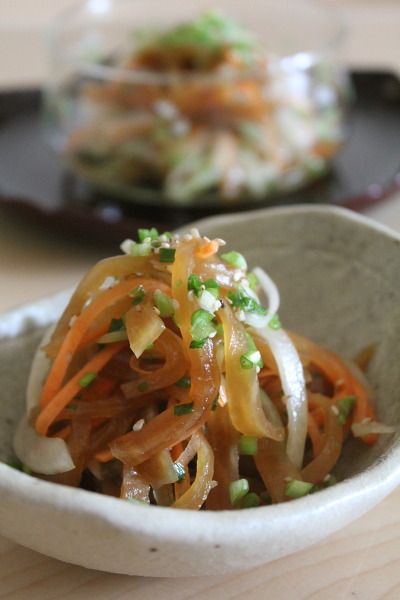
무짠지무침

## 같이 보기
- 오이지